# Gheorghe Andriev
Gheorghe Andriev (15 aprile 1968) è un ex canoista rumeno.

## Palmarès

### Olimpiadi
- 1 medaglia:
  - 1 bronzo (Atlanta 1996 nel C-2 500 m)

### Mondiali
- 8 medaglie:
  - 1 oro (Città del Messico 1994 nel C-2 500 m)
  - 6 argenti (Poznań 1990 nel C-2 1000 m; Poznań 1990 nel C-2 10000 m; Parigi 1991 nel C-2 10000 m; Szeged 1998 nel C-2 1000 m; Szeged 1998 nel C-4 500 m; Milano 1999 nel C-4 500 m)
  - 1 bronzo (Milano 1999 nel C-4 200 m)